# コンラート・グラーフ
コンラート・グラーフ（Conrad Graf, 1782年11月17日 - 1851年3月18日）は、オーストリア系ドイツ人のピアノ製造技師。ルートヴィヒ・ヴァン・ベートーヴェン、フレデリック・ショパン、クララ・シューマンらが彼のピアノを使用した。

## 生涯
グラーフはヴュルテンベルクのリートリンゲンに生まれた。家具職人としてキャリアを開始し、生まれ故郷で技術を学んだ。1796年に職人の地位に就き、1798年もしくは1799年にウィーンへと移る。1800年に一時イェーガー義勇軍に所属していたが、その後ヤーコプ・シェルケというピアノ製作者の下で見習い工となる。シェルケは当時ウィーンの郊外であったヴェーリングで働いていた。1804年にシェルケがこの世を去り、グラーフは未亡人カテリーナと結婚して店を引き継ぐことになる。
人口調査の記録によるとグラーフの一家には2人の子どもがいたことになっている。妻と前夫との間に生まれたカラリーナ・シェルキン（1802年生）とユリアーナ・グラーフ（1806年生）である。カテリーナが没した1814年以降もグラーフは再婚しなかった。
グラーフがいかに独自のピアノ製造様式、技法を発展させたのかは明らかになっていない。師のシェルケのピアノは1台も残されておらず、現存するグラーフの初期作品は円熟期のものと大きく異なるわけではない。デボラ・ワイスは「グラーフの様式は田舎の無名製作者の下での見習いから、完全に成熟した形で出現したかのようである」と述べている。
19世紀初頭はピアノ製作に沸き返った時代であった。ワイスは同時代の製作者について次のように述べている。「伝統的な職人芸と新たな技術が、激しい競争的環境の中で不安定に融合されたのである。」グラーフはその状況下で成功を収めた。彼は1809年までに10人の職人を雇っていった。1811年になると郊外を離れて町の中心部の新しい、そして賃料の高い場所へと移った。1824年にはウィーンの王室のピアノ及び鍵盤楽器製造者に任用されている。
1826年までにピアノ需要の高まりを受け、グラーフはそれまで小さな工房で行われていたピアノ製造の分野において先駆的に大量生産の手法を導入する。ヴィーデンの102に位置する流行のダンスホールであった「Mondscheinhaus」（月明かりの家）を購入、シャンデリア他の装飾を取り外してピアノ工場へと作り変えたのである。1835年に書かれた記録によると工場には40人の従業員がおり、彼らは「8つの部門に分けられ、それぞれが特定の仕事を専門的に行っていた。」多くの工員は10世帯が入居可能なひとつの建物で暮らしていた。グラーフは1827年から1831年にかけてさらに2つの工場を建設し、これによって1,000平米を超える床面積が追加されることになった。
グラーフの会社では彼の生前に3,000台を超える楽器が生産された。ニューグローヴ世界音楽大事典の記すところではその楽器は「品質面で高い一貫性を有しており、同型の一連の製品としても差し支えないほどであった」が、これはおそらくグラーフが用いた大量生産の手法の結果であると考えられる。工場生産によって製造コストが低下したことにより、ピアノは19世紀には中産階級の家庭へと広がっていく。1835年に開催された第1回ウィーン工業製品博覧会において、グラーフはゴールド・メダルを受賞している。
1840年、グラーフは引退してカール・シュタインへ会社を売却した。シュタインは著名なピアノ製造者であるヨハン・アンドレアス・シュタインの孫にあたる人物である。
事業に成功したグラーフは美術品蒐集を行うようになり、膨大なコレクションを築き上げた。1840年に彼がヨーゼフ・ダンハウザーに委嘱した有名な『ピアノに向かうリスト』には、友人たちに囲まれて演奏するフランツ・リストの空想上の姿が描かれている。この作品に用いられている楽器はグラーフ製である。
引退後のグラーフは経営者協会にボランティアとして参画した。それは「Niederosterreichische Gewerb-Verein」（下オーストリア工業組合）という団体で、1839年の設立にあたっては彼も援助を行っていた。グラーフは1851年3月18日に69年の生涯を閉じた。遺言により多くの財産が慈善活動に遺された。

## グラーフのピアノ

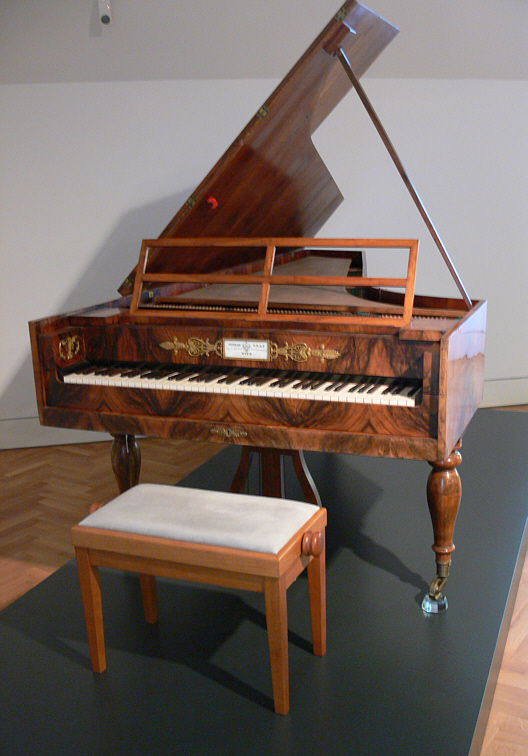
グラーフのピアノ

当時のピアノには典型的であったが、グラーフの楽器に使用された金属製の補強はかなり少なかった。唯一金属を用いた構造部はギャップ・スペーサーであった。これは弦がアクションと上部で交差する位置に生じる隙間の構造を補強するもので、それ以外の構造は全て木製であった。弦は真っ直ぐ、すなわち現代のピアノのように低音部の弦が高音部と交差するのではなく全ての弦が平行に張られていた。音域はC1からf4またはg4までをカバーした。3本から4本のペダルが備えられており、標準的なサステイン・ペダルの他にソフト・ペダル、バスーン・ストップ、ピアノとピアニッシモの調節器、トルコ音楽の演奏に用いるジャニサリー・ストップなどがあったものと思われる。
金属製フレームを使用していなかったにもかかわらず、グラーフのピアノは高い強度を誇った。ワイスは次のように説明している。「フレームの素材には5層構造の薄く加工したオークやトウヒを貼り合わせて使用し、各接続部とベリーレールを煉瓦のようにかみ合わせることで並外れて頑丈なフレームを生み出したのである。」ケースにも薄板が貼り合わせてあり、現代のグランドピアノに一般的な多層構造で出来上がっていた。この丈夫な構造により、グラーフの時代には弦の本数や張力が増加すると常に問題になっていた歪みを防止することができた。
グラーフを含むウィーン式のピアノは鍵盤が解放された後の効果的な消音によって知られていた。グラーフは様々な方法を用いてこれを実現した。ダンパーは低音側で大きくなるようサイズ分けされており、高音側では羊毛、低音側では皮革というように素材も分けられていた。ダンパーの重量も調節されており、低音側がブナなどの重い木材で作られる一方、高音側はライムでできていた。最低音の13から17のダンパーには鉛で重しがされていた。
グラーフの一部のピアノの興味深い点は第2響板の存在である。これはブリッジを持たず、弦の上部に浮いているだけのものだった。ワイスによると、第2響板の目的は音を「より豊かにし、より混ざり合わせる」ことだったという。右の写真の楽器にはそうした響板が確認できる。
外装は大部分が装飾を施さない状態で残され、それによってクルミ材やマホガニーでできた突板の木目の合わせの美しさが強調された。写真の楽器では木目の合わせが線対称となっている様がわかる。白鍵には象牙、黒鍵にはコクタンを使用するのが標準であった。
作りが頑丈であったため、グラーフのピアノは長く残ることができた。60台を超える楽器が今日現存しており、その多くをヨーロッパやアメリカ合衆国の楽器博物館で目にすることが出来る。
1つの例外を除いて、現存するグラーフのピアノはグランドピアノである。例外とは1829年製作のピラミッド・ピアノのことであり、委嘱を受けて製作されたこの楽器はカリアティード、装飾用の瓶、その他の彫刻で贅沢に飾り付けられている。この楽器はデン・ハーグの市立美術館に収蔵されている。

### 音響
モーツァルトやハイドンの時代、そしてベートーヴェンが活躍した時期の大半で広く用いられたピアノはヨハン・アンドレアス・シュタインやアントン・ヴァルターが製作したものなどであった。グラーフのピアノが奏でる音は重量を増した構造のためにそうした時代の楽器とは大きく異なり、直感的に音が「より重」く、甲高い音を出すことは少なく、現代ピアノの方向へと転換していた。グラーフのピアノの修理に携わり模造楽器を製作した経験を持つ、製作者で学者のパウル・ポレッティはグラーフの音響について次のようなコメント寄せている。
グラーフの楽器はウィーンの後期古典派ではなくロマン派の原形により近い美意識を表出している。設計に関する部分は何もかもが長く歌う音色を引き出すように仕立てられていたが、残念ながらそれは明晰さや清澄さを犠牲にしないと得ることはできなかったのである。もしシューマンや初期のブラームスの音楽を好むのであれば、グラーフはちょうどよい楽器となるだろう。しかし、もしベートーヴェンやシューベルトにより関心があるのであれば、私は後期古典派の楽器を薦めたい（中略）グラーフの楽器は頑丈なオークのフレームが原因で同時代の他の楽器に比べて著しく重たくなっている。評判に反して、音量が他の製作者による楽器より大きいということはない - もしかすると小さいくらいかもしれない。
実際のグラーフの音色は記事の最後に掲載されている外部リンクから聴くことが出来る。

### 発明家としてのグラーフ
設計上は保守的であるとされることが多いグラーフのピアノであるが、現実には楽器の改良のために様々な方策が模索されている。彼の技術革新には内部構造の補強、ハンマーに革を張る方法の刷新、4本弦などがある。彼は様々な時期（1810年-1820年頃、および1826年）にひとつの音に4本目の弦を加える可能性について探求していた。また、一片57センチの幅に張り板を切り出せるような機械式ののこぎりを製作したほか、聾者がピアノの音を聴くことを助ける仕掛けも考案している。

## グラーフのピアノを使用した著名音楽家

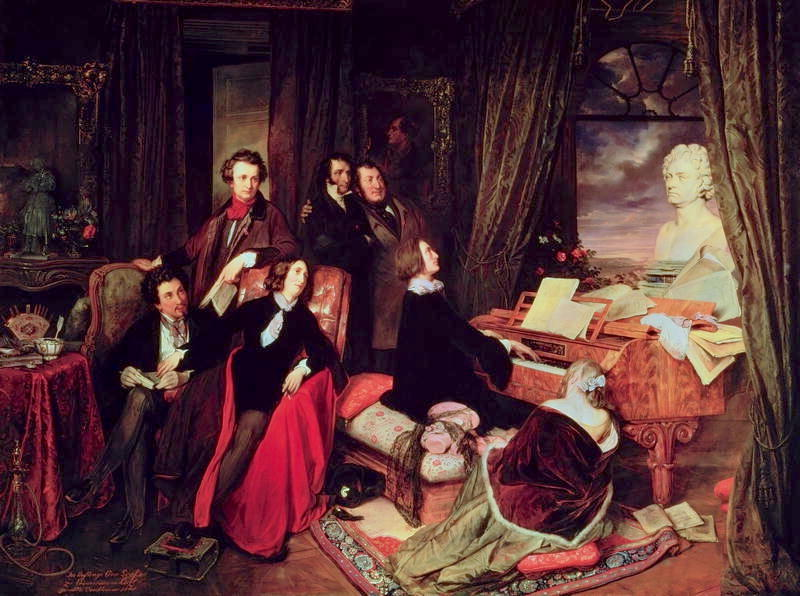
友人たちが集う中、グラーフのピアノを演奏するフランツ・リスト。1840年にグラーフの委嘱によりヨーゼフ・ダンハウザーが製作。

おそらく1826年のことであると思われるが、グラーフのピアノがルートヴィヒ・ヴァン・ベートーヴェンへと貸し出されている。6オクターヴ半の音域を備えるこの楽器はC♯までが3本弦、そしてDからF4までは4本の弦が張られていた - この弦によって当時ほとんど耳の聞こえなくなっていたベートーヴェンにもピアノの音が聴き取りやすかったものと推察される。上述のグラーフ製音響変化装置にもいくらかその効果があった。
1827年のベートーヴェンの死後、グラーフはピアノを弾きあげてウィーンに住むヴィマー家に売却した。この楽器は現在ボンのベートーヴェン・ハウスで展示されている。グラーフのピアノがベートーヴェンのキャリアに与えた影響はおそらく軽微であったと考えられる。グッドは次のように述べている。「彼がその楽器を手に入れてからピアノのために書いた作品は唯一『大フーガ』の4手編曲のみであった（中略）また最晩年の3年間には自分のためとしても極めてわずかしかピアノ弾くことはなかったことが示されている。」
1829年、19歳のフレデリック・ショパンはピアノでコンサートを行うべくポーランドを離れてウィーンを訪れた。グラーフと彼のライバルであったマトイス・アンドレアス・シュタインが楽器を提供すると申し出たところ、外国のピアノに詳しかったショパンは迷うことなくグラーフを選び、ウィーンでの演奏会を成功させたのであった。ゴールドバーグによると、ショパンは「その後のパリでのキャリアの中でもグラーフのピアノを『大事にし』続けていた。」
有名なヴィルトゥオーゾであったフランツ・リストはグラーフのピアノを使用していたが、グラーフの側に悩みを持っていたに違いない。というのも、グラーフのピアノはリストが演奏中の感情の高まりにまかせて激しく叩きつけるのに対し、いつでも耐えられるとは限らなかったのである。1838年にウィーンを訪れたリストに関してフリードリヒ・ヴィークは日記に次のように綴っている。「我々は今日、コンラート・グラーフのところでリストを聴いたわけであるが、グラーフはピアノがその大一番から生還できなかったので冷や汗をかいていた - 今度もまたリストの勝ちだった。」ヴィークはリストがこの滞在中の他の演奏会で2台のグラーフ、さらにジギスモント・タールベルクから借りていたエラールを「破壊」したと書き残している。
フェリックス・メンデルスゾーンも、グラーフの楽器を賞賛した。 彼は1832年に1台を得て、ベルリンの家族の家やリサイタルで使用し、後にもう1台を入手してデュッセルドルフで使用した。
1840年、フリードリヒの娘で若きヴィルトゥオーゾであったクララがロベルト・シューマンと結婚した際、にグラーフは会社所有のグランドピアノを1台彼女へと贈呈した。1856年にロベルトがこの世を去るとクララはこの楽器を友人であったヨハネス・ブラームスに譲渡し、ブラームスは1873年までこの楽器を用いて仕事をした。楽器はさらにブラームスの元からウィーン楽友協会へと寄贈され、現在はウィーンの美術史美術館において展示されている。
1880年代、若きグスタフ・マーラーが所有し、演奏していたのは非常に古い1836年頃のグラーフであった。この楽器は現在ではイングランド、ギルフォード近郊のコッベ・コレクションに収蔵されている。資料館のウェブサイトは、当時のマーラーについて単によりよいピアノを購入する余裕がなかったのではないかと推測している。
グラーフのピアノを所有または演奏した音楽家には、他にフリードリヒ・カルクブレンナーやカミーユ・プレイエルなどがいる。
2018年9月に、ポール・マクナルティが復元したグラーフの1819年製フォルテピアノが、第1回ショパン国際ピリオド楽器コンクール（フレデリック・ショパン研究所が運営）で使用された。

## 評価
グラーフの楽器についてワイスは次のように述べている。「（グラーフのピアノは）ヨハン・アンドレアス・シュタインやアントン・ヴァルターの様式に沿ったウィーンのクラシックピアノ製造の発展を象徴するものである。鋼鉄製フレームや反復アクションといった現代の『進歩』にも引けを取ることがなく、ウィーンのピアノが衰退する原因となった使いこなしの難しさとも無縁であった。」コティックとルックテンベルクはこう記した。「保守的な製作者ではあったがグラーフの評判はよく、19世紀ドイツ最高のピアニストにも彼の楽器を好む者がいた。」次の報告はグラーフのピアノがゴールドメダルを獲得した博覧会のものである。
「彼のピアノの際立った特徴は全音楽界の注目を集めている。事実、彼の楽器は国内のみならず文明化された世界であればどこにでも高い需要があるのだ（中略）ピアノ製造の技術として最も成功した偉業のひとつに数えられねばならない。」
現存するグラーフの楽器は約2世紀の歳月を経ている。音楽学者のロバート・ウィンターは、グラーフのピアノなどの歴史的楽器は長期にわたる経年劣化のため非常に貧しい音を出しかねないとして、そうした楽器を選択する奏者に対して強い非難を表明している。しかし、数多くの現代の製作者がグラーフのピアノのレプリカを新たに製作しており、こうした痛みのない楽器を様々な現代の演奏家が演奏会や録音に用いている。

## 録音
1. Paul Badura-Skoda. Franz Schubert. Fantaisie Pour le Piano-forte. Played on a Conrad Graf 1824 fortepiano. Label: Astree.
2. Malcolm Bilson, Tom Beghin, David Breitman, Ursula Dütschler, Zvi Meniker, Bart van Oort, Andrew Willis. Ludwig van Beethoven. The complete Piano Sonatas on Period Instruments. Played on original fortepianos: Salvatore Lagrassa 1815, Gottlieb Hafner 1835, Johann Fritz 1825, Walter fortepiano copy by Paul McNulty, Walter copies by Chris Maene, Johann Schantz copy by Thomas and Barbara Wolf, a Walter and Conrad Graf 1825 copies by Rodney Regier, Label: Claves.
3. Malcolm Bilson. Franz Schubert — Piano Sonatas D.850, D.568. Played on Conrad Graf ca.1835 fortepiano. Label: Hungaraton Classics.
4. The Atlantis Trio. Klaviertrios. Played on an original Graf piano.
5. Viviana Sofronitsky. Franz Schubert. Wanderer Fantasy. Impromptus opp.90 & 142. Played on a copy of a Graf instrument made by Paul McNulty.
6. Kristian Bezuidenhout with Jan Kobow. Franz Schubert. Die schone Mullerin.  Played on a copy of a Graf instrument made by Paul McNulty.
7. Kristian Bezuidenhout. Ludwig van Beethoven. Piano Concertos Nos. 2&5. Played on a replica of a Graf 1824 made by R.Regier. Label: Harmonia Mundi.
8. Ronald Brautigam. Ludwig van Beethoven. Complete Works for Solo Piano. Played on a copy of a Graf, Walter and Stein fortepianos made by Paul McNulty.
9. Alexei Lubimov and his colleagues. Ludwig van Beethoven. Complete piano sonatas. Played on copies of Stein, Walter, Graf, Buchholtz instruments made by Paul McNulty.